# Acció del 17 de novembre de 1917
L'acció de 17 del novembre de 1917 va ser una batalla naval de la Primera Guerra Mundial. L'acció es va lliurar entre un U-boot alemany i dos destructors de l'Armada dels Estats Units en l'oceà Atlàntic nord.

## Antecedents
Amb base en Queenstown (Irlanda), els destructors USS Fanning i USS Nicholson patrullaven les aigües orientals de l'oceà Atlàntic. La seva missió consistia en escortar els combois i supervivents de rescat dels vaixells mercants enfonsats, així com buscar i destruir els submarins alemanys.

## L'acció
El 17 de novembre de 1917, mentre escortaven un comboi de vuit vaixells OQ-20 cap a l'est, els dos destructors van fer contacte amb un submarí enemic.

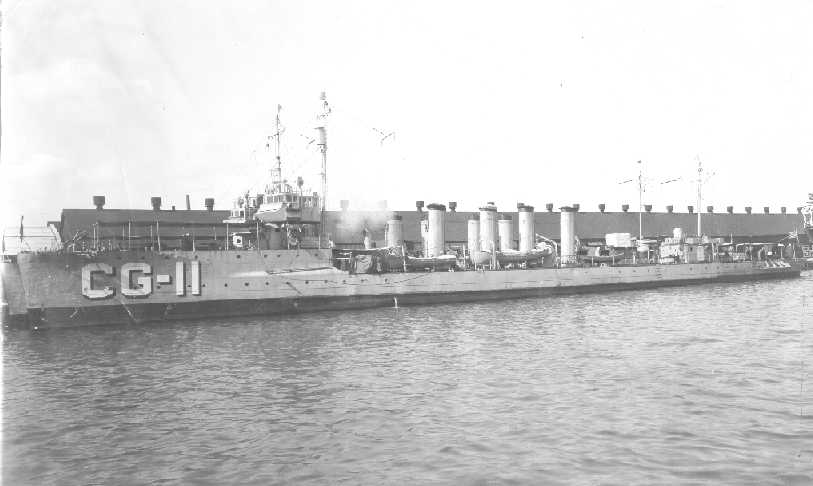
USS Fanning

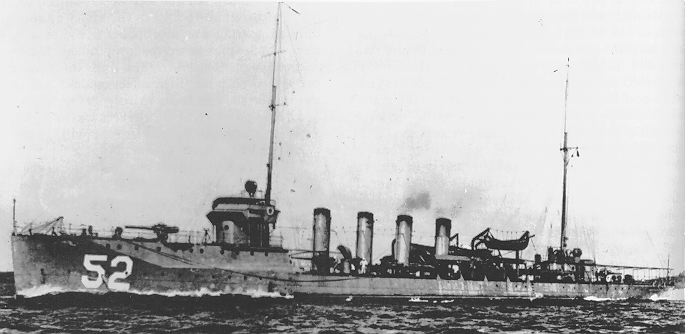
USS Nicholson

Amb Arthur Schuyler Carpender al comandament, el timoner Daniel David Loomis, de l'USS Fanning, va albirar el SM U-58, comandat per Kapitänleutnant Gustav Amberger, quan el submarí va sortir a la superfície per a estendre el seu periscopi.
El submarí alemany es va ficar en posició per a torpedinar al vaixell mercant britànic SS Welshman, i gairebé immediatament l'oficial de coberta, el tinent William O. Henry, va ordenar al destructor fer cercles i atacar.
A les 4.00 h, l'USS Fanning va llençar 3 càrregues de profunditat que van sacsejar al submarí. Llavors l'USS Nicholson, comandat per Frank Berrien, es va unir a la lluita i va llençar una altra càrrega de profunditat. Els estatunidencs van poder apuntar al SM U-58 quan va sortir a la superfície, i l'USS Fanning va fer tres trets amb el seu canó de popa. L'USS Nicholson va colpejar el submarí amb almenys un tret del seu canó de proa. Els alemanys li van tornar sense èxit el foc i es van lliurar al voltant de les 4.30 h. El foc estatunidenc havia aconseguit inutilitzar els hidroplans del submarí, fent que el submarí no fos maniobrable.
Les càrregues de profunditat també van anul·lar el principal generador a bord de l'USS Fanning. Si el SM U-58 hagués sortit a la superfície en una posició favorable per atacar, segurament l'USS Fanning hauria estat atacat i possiblement enfonsat. Per sort pels estatunidencs, els alemanys es van rendir i l'USS Fanning van maniobrar per a fer-los presoners, posant fi a l'acció amb una victòria estatunidenca.

## Conseqüències
L'enfonsament del SM U-58 per l'USS Fanning i USS Nicholson va ser un dels pocs combats de la Primera Guerra Mundial en què els vaixells de guerra de la Marina dels Estats Units van enfonsar un submarí enemic. També va ser la primera vegada que els vaixells estatunidencs enfonsaven un submarí en combat.
El tinent William O. Henry i el timoner Daniel Lommis van rebre una Creu de la Marina per les seves accions durant la lluita contre el SM U-58.
L'USS Fanning i USS Nicholson van continuar la guerra escortant i patrullant per l'Atlàntic nord, i van tenir més contactes concloents amb els submarins alemanys.
38 dels 40 membres de la tripulació del SM U-58 van sobreviure per convertir-se en presoners de guerra en els Estats Units.